# 蔡宗周
蔡宗周（1546年—？），字敬冕，號岐山，福建漳州府龍溪縣人，軍籍，明朝政治人物。

## 生平
萬曆七年（1579年）己卯科福建鄉試第六十九名，萬曆八年（1580年）庚辰科會試第一百九十三名，登三甲第一百四十一名進士。礼部觀政，本年授徐闻知县，十五年升户部主事，二十一年京察闲住。

## 家族
曾祖蔡遵誨；祖父蔡琅；父蔡台（蔡国桂），贈徐闻知县。母林氏。